# The Times of India
The Times of India (TOI) è uno dei più importanti quotidiani dell'India ed è il giornale in lingua inglese di largo formato (broadsheet) con la più grande tiratura al mondo.

## Storia
Il giornale fu fondato nel 1838 come The Bombay Times and Journal of Commerce come giornale dei residenti britannici nell'India occidentale. Nacque come quindicinale e divenne un quotidiano nel 1850. Nel 1861 si fuse con il Bombay Standard e il Bombay Telegraph & Courier assumendo il nome attuale e divenendo un quotidiano nazionale. Nel 1892 fu acquisito dalla Bennett, Colemen & Co. Ltd. Nel 1946 venne acquisito da Ramakrishna Dalmia e per la prima volta la proprietà passò ad un indiano. L'ultimo direttore inglese è stato Ivor S. Jehu che si dimise nel 1950. Nel 2000 il giornale ha superato per la prima volta la tiratura di due milioni di copie.

## Struttura attuale
Pubblicato in otto città indiane, ha una tiratura di oltre 2 milioni di copie ed è letto da oltre 7 milioni di lettori. Fa parte del gruppo multimediale indiano The Times Group, che appartiene alla società indiana Bennett, Coleman & Co. Ltd.